# Damolândia
Damolândia is een gemeente in de Braziliaanse deelstaat Goiás. De gemeente telt 2.809 inwoners (schatting 2009).